# Luxemburgo en los Juegos Paralímpicos de París 2024
Luxemburgo estuvo representado en los Juegos Paralímpicos de París 2024 por dos deportistas, un hombre y una mujer.

## Medallistas
El equipo paralímpico luxemburgués obtuvo las siguientes medallas:
| Nombre        | Deporte   | Evento             |
| ------------- | --------- | ------------------ |
| Oro           |           |                    |
| —             |           |                    |
| Plata         |           |                    |
| —             |           |                    |
| Bronce        |           |                    |
| Tom Habscheid | Atletismo | Peso F63 masculino |